# Crematogaster fulmeki
Crematogaster fulmeki är en myrart som beskrevs av Auguste-Henri Forel 1922. Crematogaster fulmeki ingår i släktet Crematogaster och familjen myror. Inga underarter finns listade i Catalogue of Life.